# Reitwein
Reitwein is een gemeente in de Duitse deelstaat Brandenburg, en maakt deel uit van het Landkreis Märkisch-Oderland.
Reitwein telt 459 inwoners. De plaats is gelegen achter de dijk van de rivier de Oder, en is gezien de geringe omvang en de omgeving redelijk toeristisch. Er zijn diverse restaurants en pensions. Reitwein is gelegen in de Oderbruch, een binnendelta die een laagte vormt tussen een hoger gelegen omgeving. De heuvels nabij Reitwein hebben de hoogte van het ommeland.

## Bevolking
| Jaar     | 1875 | 1890 | 1910 | 1925 | 1933 | 1946 | 1995 | 2000 | 2011 |
| Inwoners | 957  | 1006 | 831  | 909  | 857  | 916  | 475  | 534  | 494  |

## Verkeer en vervoer

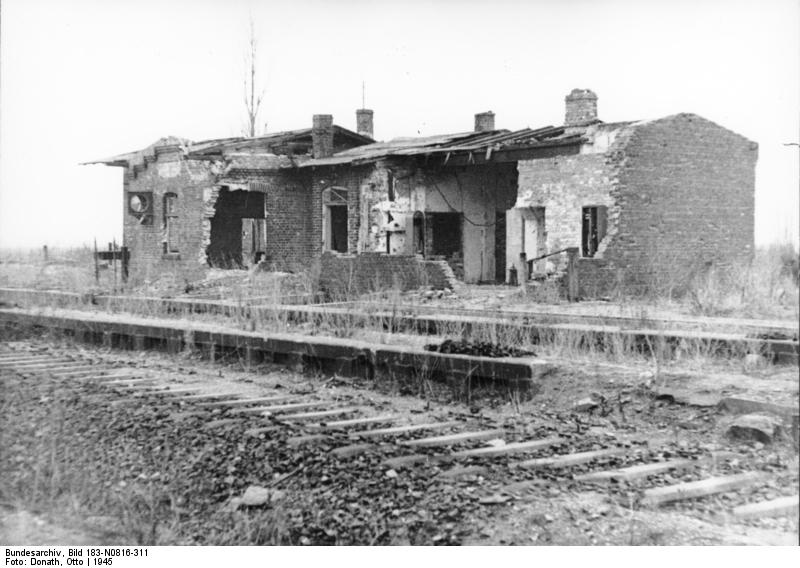
Ruïne van station Reitwein (1945)

Reitwein wordt ontsloten door een scholierenbus en een streekbus die 7 dagen in de week enkele keren per dag rijdt. Deze busdienst, lijn 969, wordt uitgevoerd door de DB, en kan worden gezien als vervangende busdienst van de voormalige spoorlijn Küstrin-Kietz - Frankfurt. Van deze spoorlijn, die tot 2006 in gebruik was, rest enkel nog de stenen bedding.

## Sport en recreatie
Door deze plaats loopt de Europese wandelroute E11. De E11 loopt van Den Haag naar het oosten, op dit moment de grens Polen/Litouwen. De route komt vanuit het noorden via de Oderbruch vanaf Rathstock en vervolgt via de Reitweiner Sporns richting Lebus.

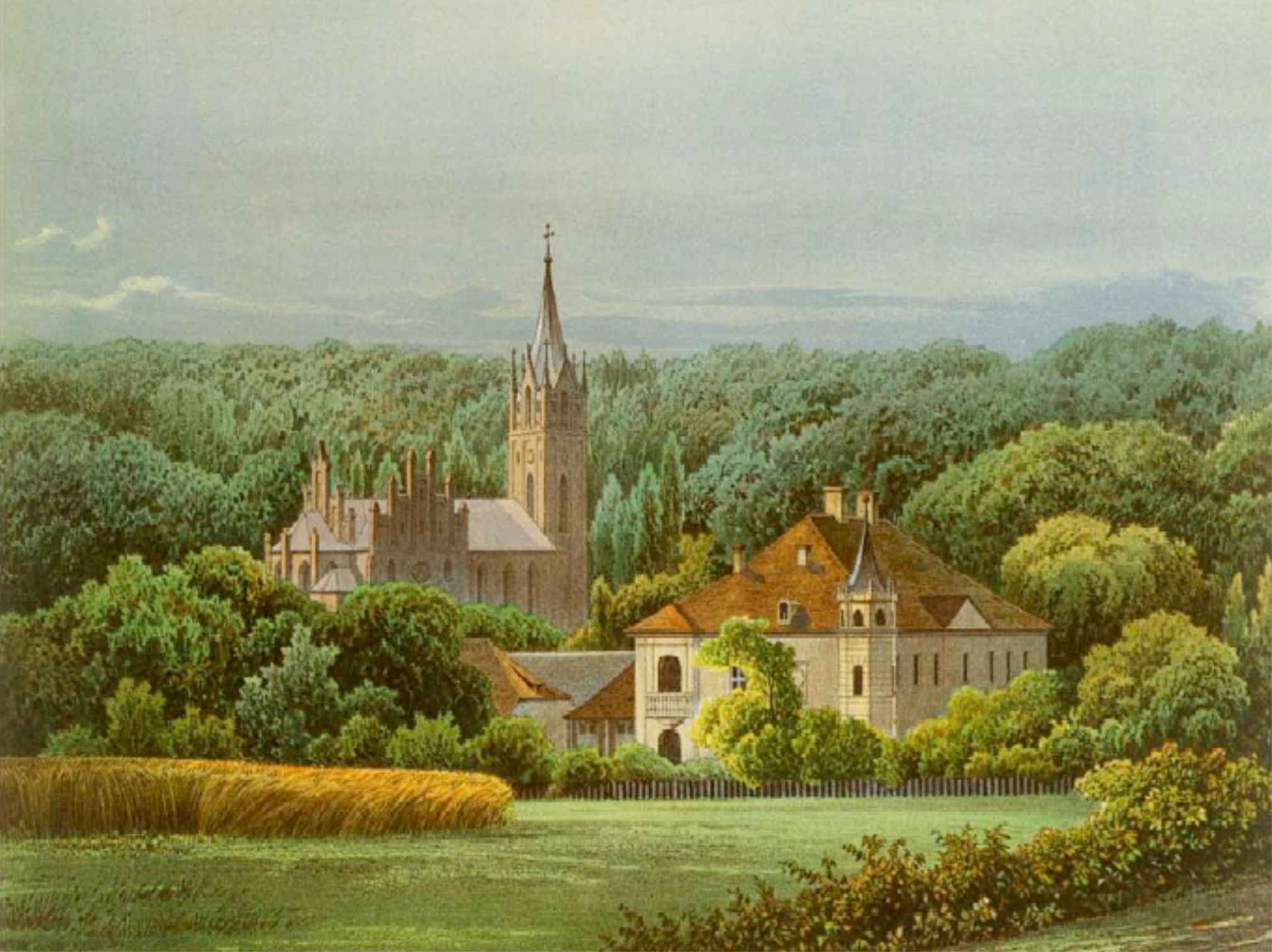
Stülerchurch with palace Reitwein, around 1860, edition by Alexander Duncker

Altlandsberg ·
Alt Tucheband ·
Bad Freienwalde ·
Beiersdorf-Freudenberg ·
Bleyen-Genschmar ·
Bliesdorf ·
Buckow (Märkische Schweiz) ·
Falkenberg ·
Falkenhagen (Mark) ·
Fichtenhöhe ·
Fredersdorf-Vogelsdorf ·
Garzau-Garzin ·
Golzow ·
Gusow-Platkow ·
Heckelberg-Brunow ·
Höhenland ·
Hoppegarten ·
Küstriner Vorland ·
Lebus ·
Letschin ·
Lietzen ·
Lindendorf ·
Märkische Höhe ·
Müncheberg ·
Neuenhagen bei Berlin ·
Neuhardenberg ·
Neulewin ·
Neutrebbin ·
Oberbarnim ·
Oderaue ·
Petershagen/Eggersdorf ·
Podelzig ·
Prötzel ·
Rehfelde ·
Reichenow-Möglin ·
Reitwein ·
Rüdersdorf bei Berlin ·
Seelow ·
Strausberg ·
Treplin ·
Vierlinden ·
Waldsieversdorf ·
Wriezen ·
Zechin ·
Zeschdorf